# Biòtops Corine
Biòtops CORINE és una tipologia i catàleg dels hàbitats europeus, creat dintre del programa CORINE de la Unió Europea.
El projecte va estar iniciat l'any 1984, i la primera tipologia CORINE es va publicar l'any 1991. Es tracta d'una classificació jeràrquica dels hàbitats, basada en les tipologies vegetals. La primera versió cobria l'Europa Occidental, i l'any 1993 es va estendre a l'Europa de l'Est. L'any 1996 es va publicar una revisió sota la denominació "Classificació dels hàbitats del Paleàrtic". Molts països europeus, entre ells Catalunya, varen adoptar aquest sistema de classificació dels hàbitats.
L'objectiu de biòtops Corine era de disposar d'un catàleg dels hàbitats naturals i semi-naturals del territori europeu, per permetre, en una segona fase, un millor coneixement a fi de facilitar els projectes de protecció, restauració i conservació.
Aquesta base de dades és utilitzada actualment com a referència per nombrosos treballs de gestió del medi natural. El sistema és particularment adequat en cas de projectes transfronterers.